# Petite Saline (Saint-Barthélemy)
Petite Saline est un petit village de pêcheurs à Saint-Barthélemy dans les Caraïbes. Il est situé dans la partie centre-est de l’île.